# 1928 Summa
1928 Summa је астероид главног астероидног појаса чија средња удаљеност од Сунца износи 2,477 астрономских јединица (АЈ).
Апсолутна магнитуда астероида је 12,68.